# Дассенэйланд
Да́ссенэйланд (англ. Dassen Island) — южноафриканский остров в Атлантическом океане.

## География
Он расположен приблизительно в 10 км к западу от Изерфонтейна и в 55 км к северу от Кейптауна. Этот плоский и низменный остров в длину простирается на 3,1 км, а в ширину — на 1 км, его площадь составляет 2,73 км². Остров Дассен объявлен заповедником.
На острове Дассен находится одна из двух основных колоний африканских пингвинов (вторая находится на острове Роббен). Издавна яйца пингвинов люди собирали на продажу, в качестве удобрения использовали их помёт (гуано). На острове мало пресной воды. За исключением восточной стороны, остров окружён рифами, где село на мель много кораблей. В 2000 году возле острова затонул танкер Treasure, что привело к загрязнению окружающей среды и угрозе вымирания пингвинов.